# Здание городской думы (Ростов-на-Дону)
Здание городской думы (Городской дом) — здание в Ростове-на-Дону, построенное в 1899 году по проекту архитектора А. Н. Померанцева. Одна из главных архитектурных достопримечательностей города. Изначально в здании разместилась городская дума и управа. В советское время в здании находился областной комитет КПСС. В настоящее время здание занимает мэрия Ростова-на-Дону и городская дума. Здание городской думы имеет статус памятника архитектуры федерального значения.

## История

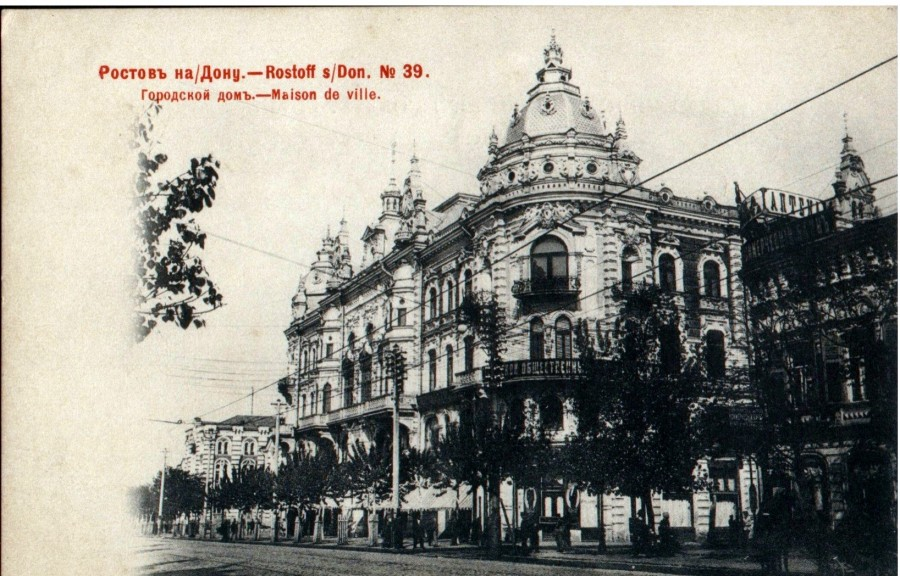
Городской дом в 1902 году

В середине 1890-х годов администрация Ростова-на-Дону приняла решение о строительстве здания городской думы (ранее дума заседала в доме Максимова). Для разработки проекта пригласили известного архитектора Александра Никаноровича Померанцева, который уже построил в городе несколько зданий. Окончательный вариант проекта здания был утверждён городским управлением в конце 1896 года. В 1897 году началось строительство городского дома. К 1899 году дом был построен и освящён.
По подсчётам архитектора Померанцева, строительство должно было обойтись в 586 176 рублей 16 копеек. Но в думе сочли, что эта сумма слишком большая и её необходимо ужать. Финансовая комиссия думы утвердила окончательную стоимость в 513 627 рублей. Однако в ходе строительства смета была существенно превышена и составила более 600 тысяч рублей.
Первый этаж здания был сдан в аренду под торговые помещения. Там продавались мануфактурные товары, велосипеды, граммофоны, обои, мраморные изделия, оптические принадлежности, оружие, кондитерские изделия. Второй, третий и четвёртый этажи занимали городская дума и городская управа. Городская дума была открыта для посещения. В зале для заседаний для публики отводилось 200 мест на хорах и 40 — в партере за барьером. Позднее за этим барьером установили стол для прессы.
В 1922 году в здании городской думы произошёл пожар, в результате чего были утрачены угловые купола. В годы Великой Отечественной войны здание подверглось ещё более серьёзным разрушениям, но вскоре после её окончания было восстановлено. В здании размещался областной комитет КПСС.

## Архитектура и оформление
Городской дом был построен Померанцевым в духе эклектики. Здание решено как квартал: прямоугольное в плане, с внутренним двором. Согласно одному из проектов Померанцева, внутренний двор предполагалось перекрыть шатром, который должен был стать архитектурным акцентом объёма здания. Подобное решение было использовано Померанцевым ранее при строительстве Верхних торговых рядов в Москве.
У дома четыре этажа. Симметричный фасад имеет ярусное деление, что подчёркивается различными по форме и размерам окнами. Первый этаж оформлен рустом, карниз украшен декоративными зубчиками. Архитектор использовал приём раскреповки фасада с эркерами. Над округлёнными углами здания возведены высокие купола. Здание богато декорировано лепниной в барочном стиле. В оформлении присутствуют картуши, медальоны, растительные и антропоморфные элементы.